# 502 aC
L'any 501 aC es un any del calendari gregorià. En l'Imperi Romà havia estat conegut com l'any del Consolat de Triostus i Viscellinus o, menys freqüentment, any 253 Ab urbe condita. La denominació de 599 aC per aquest any ha estat utilitzada des de principis de l'edat mitjana, quan es va establir l'era del calendari de l'Anno Domini per denominar els anys.

## Esdeveniments

### Mediterrani
- Roma aixafa la revolta Pometània a la Guerra llatina i els pometians són reduïts a l'esclavitud i la ciutat de Pomècia és destruïda. A Roma es celebren els Fasti Triuphales per recordar el triomf.[1]

- L'illa de Naxos es rebel·la contra l'imperi Persa.
- 4 de desembre - Egipte. Hi ha un eclipsi solar (no hi ha evidències històriques però s'ha estimat per anàlisis matemàtics).[2]

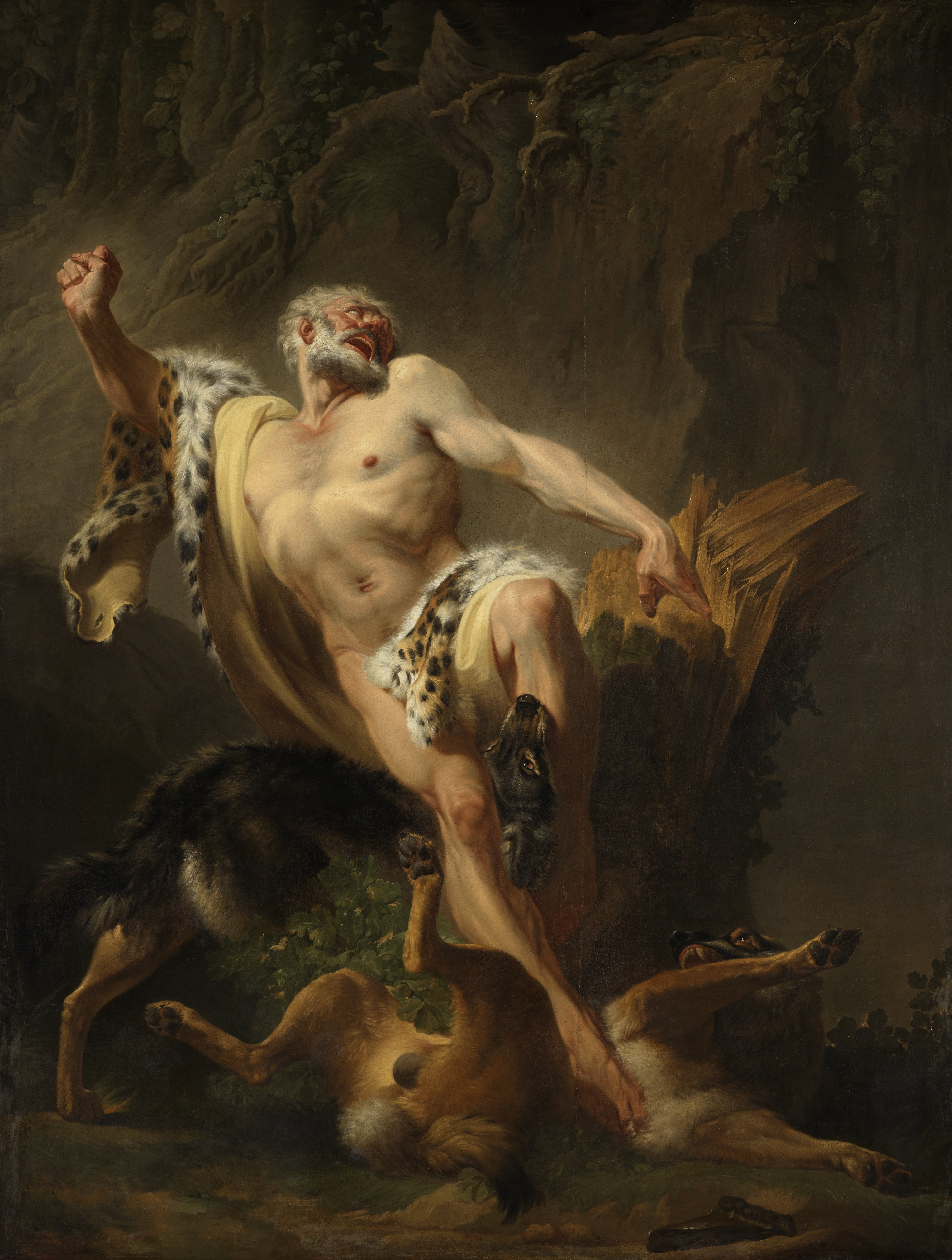
Pintura de Miló de Crotona feta per Joseph-Benoît Suvée al segle XVIII.

## Necrològiques
- Miló de Crotona, Atleta que va guanyar 6 vegades els Jocs Olímpics de l'antiguitat en la modalitat de lluita grecoromana. També havia participat en nobrosos Jocs Pítics. (data aproximada)[3][4]